# Belasco Theatre
Le Belasco Theatre, est un théâtre de Broadway datant de 1907,, situé au 111 Ouest 44e Rue, entre la Septième et la Sixième Avenue, dans le Theater District de Midtown Manhattan, à New York, États-Unis.

## Histoire
Nommé à l'origine Stuyvesant Theatre, il est conçu et édifié en 1907 par l'architecte George Keister (en) pour l'impresario David Belasco qui renomme le théâtre à son nom en 1910,,. Il compte plus de 1000 places assises réparties sur trois niveaux et est exploité par la Shubert Organization depuis son acquisition en 1948. La façade et l'intérieur du théâtre sont des monuments de la ville de New York (New York City Landmarks (en)).
Belasco est favorable au mouvement Little Theater d'alors qui partait du principe que l'expérience dramatique est liée à la proximité du public avec les acteurs, et Belasco insiste pour avoir un auditorium de faible profondeur.
Le théâtre comprend 18 peintures murales d'Everett Shinn. George Keister a privilégié un style néogéorgien, en accord avec la notion d'intimité théâtrale promue par Belasco. Il l'a doté d'un éclairage moderne ainsi que d'un monte-charge qui va du sous-sol à la scène, fixant ainsi une norme technique pour les théâtres à venir. Le bâtiment a connu en 2010 une restauration importante visant à restaurer sa prestance d'antan.
Il ne doit pas être confondu avec le New Victory Theater, qui fut un temps aussi nommé le Belasco Theatre.

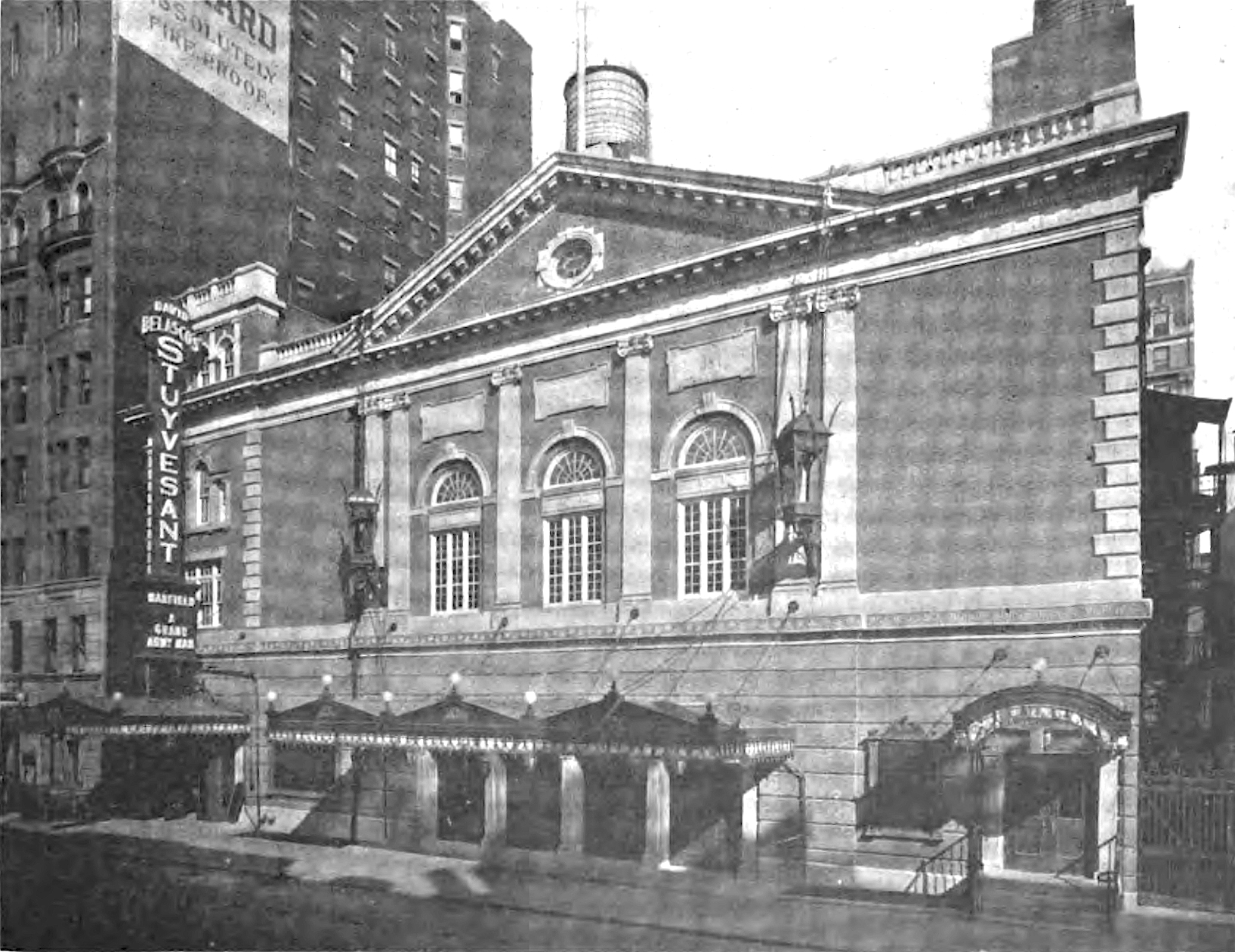
Le théâtre à son ouverture en 1907.
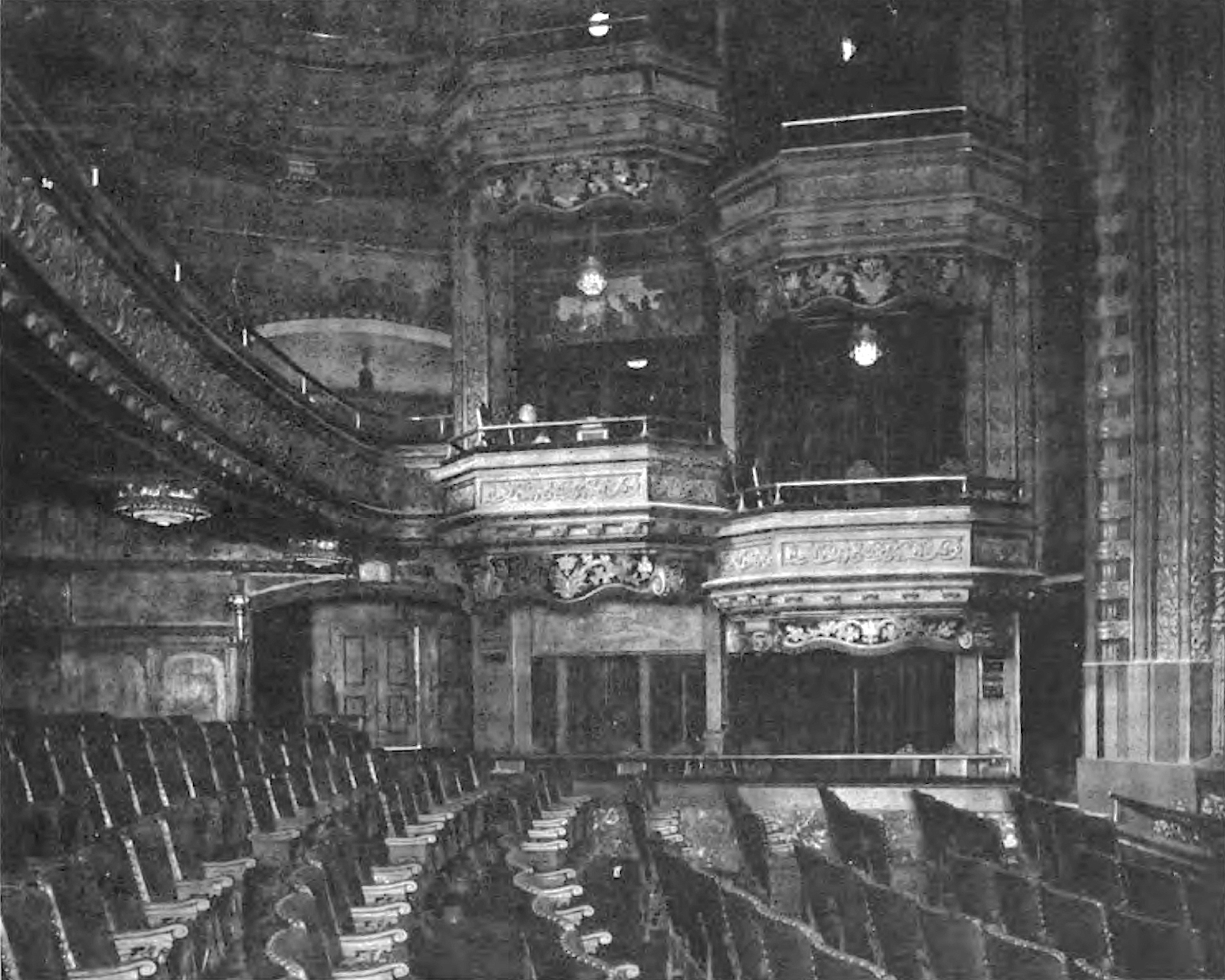
Auditorium, 1907.
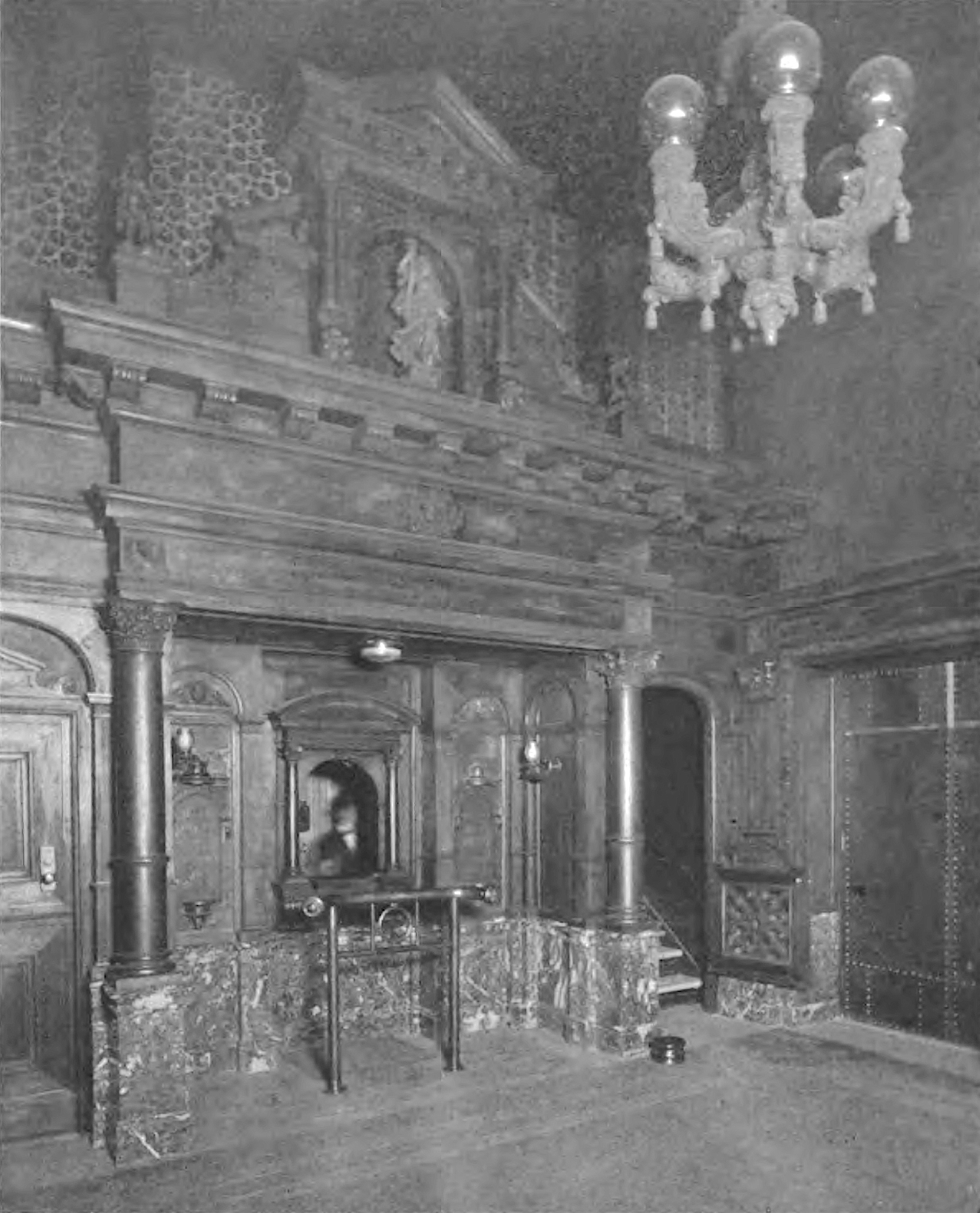
Box office (bureau des recettes), 1907.
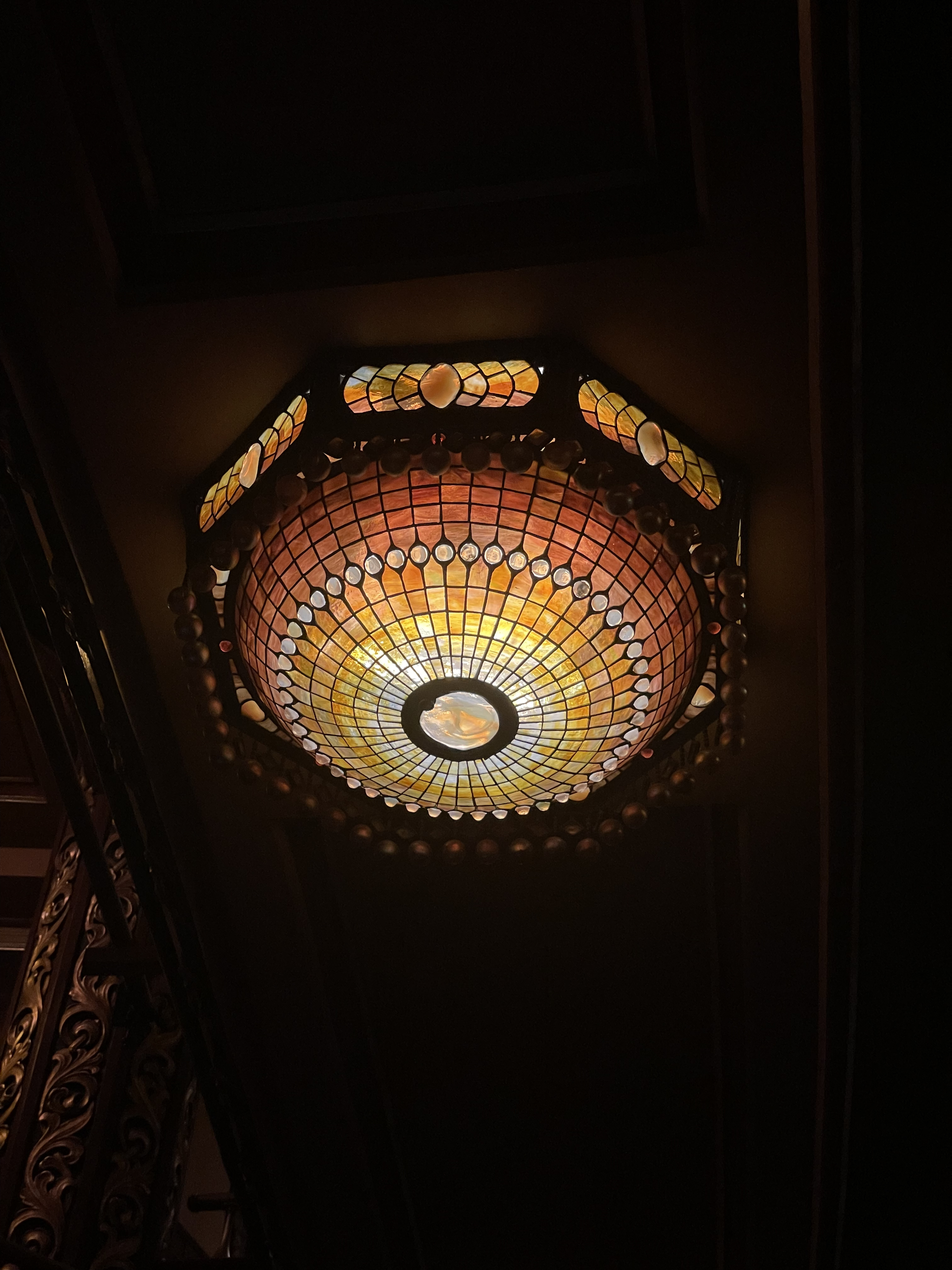
Un des lustres hauts en couleur.
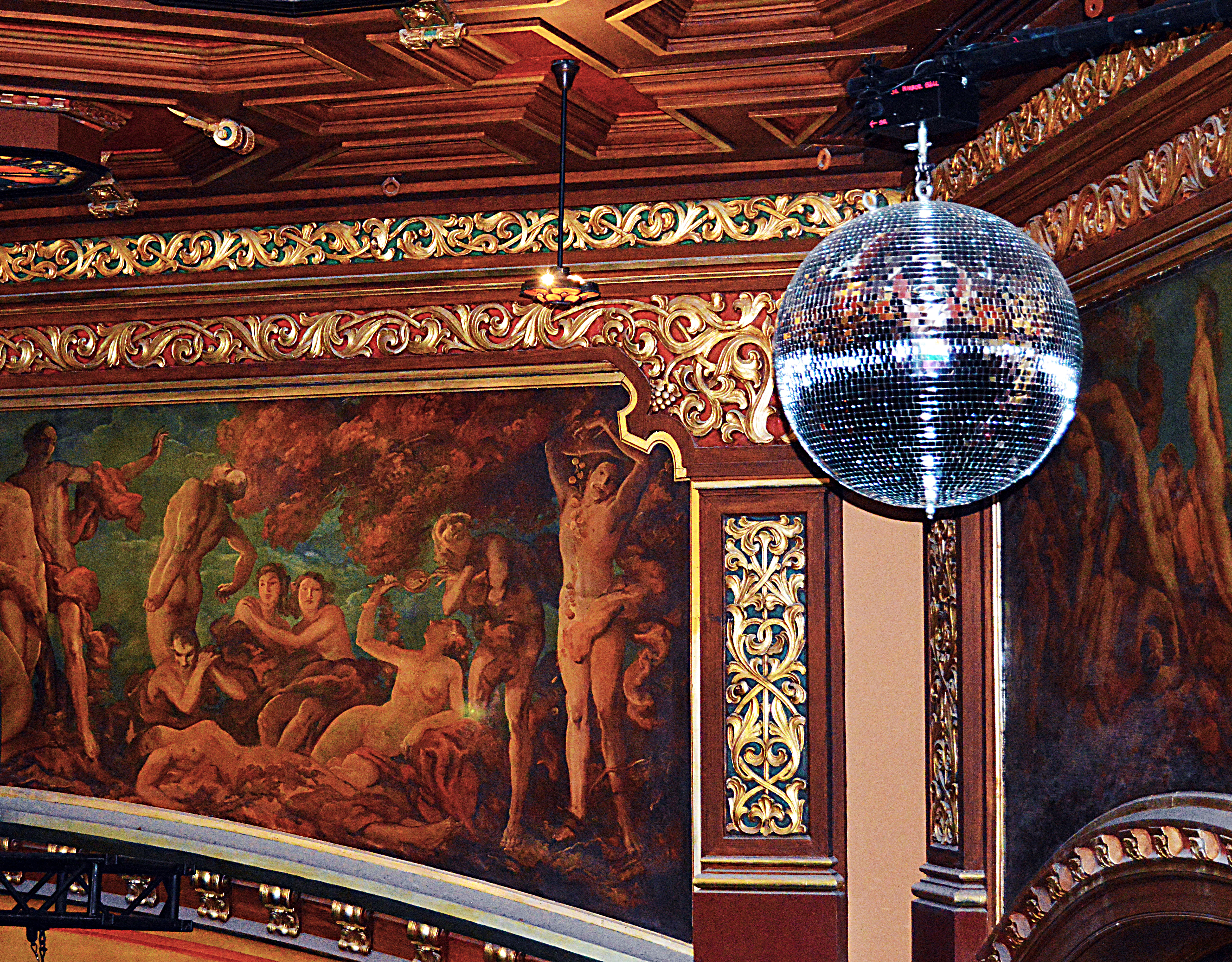
Peinture de l'auditorium.
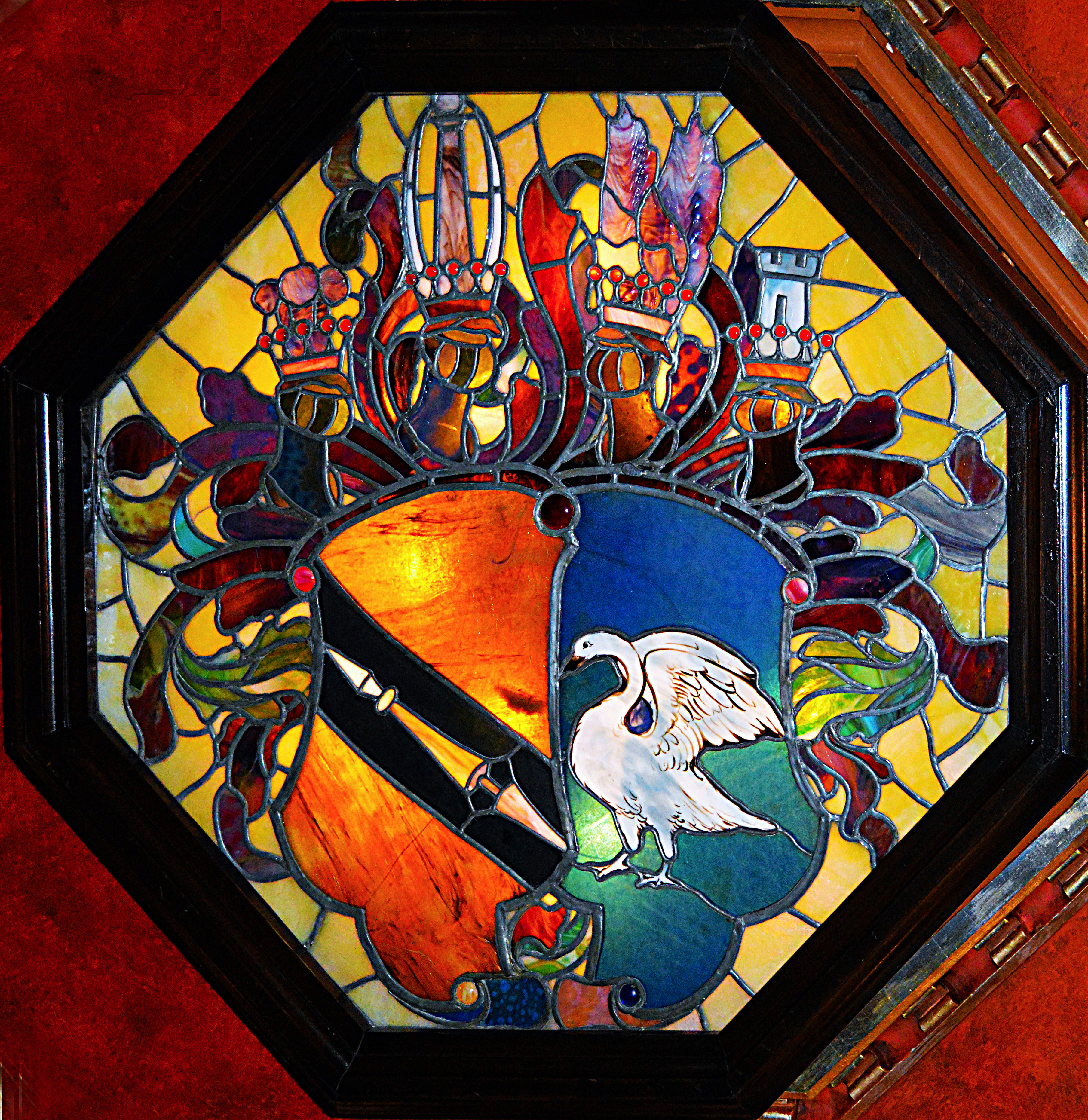
Mosaïque.
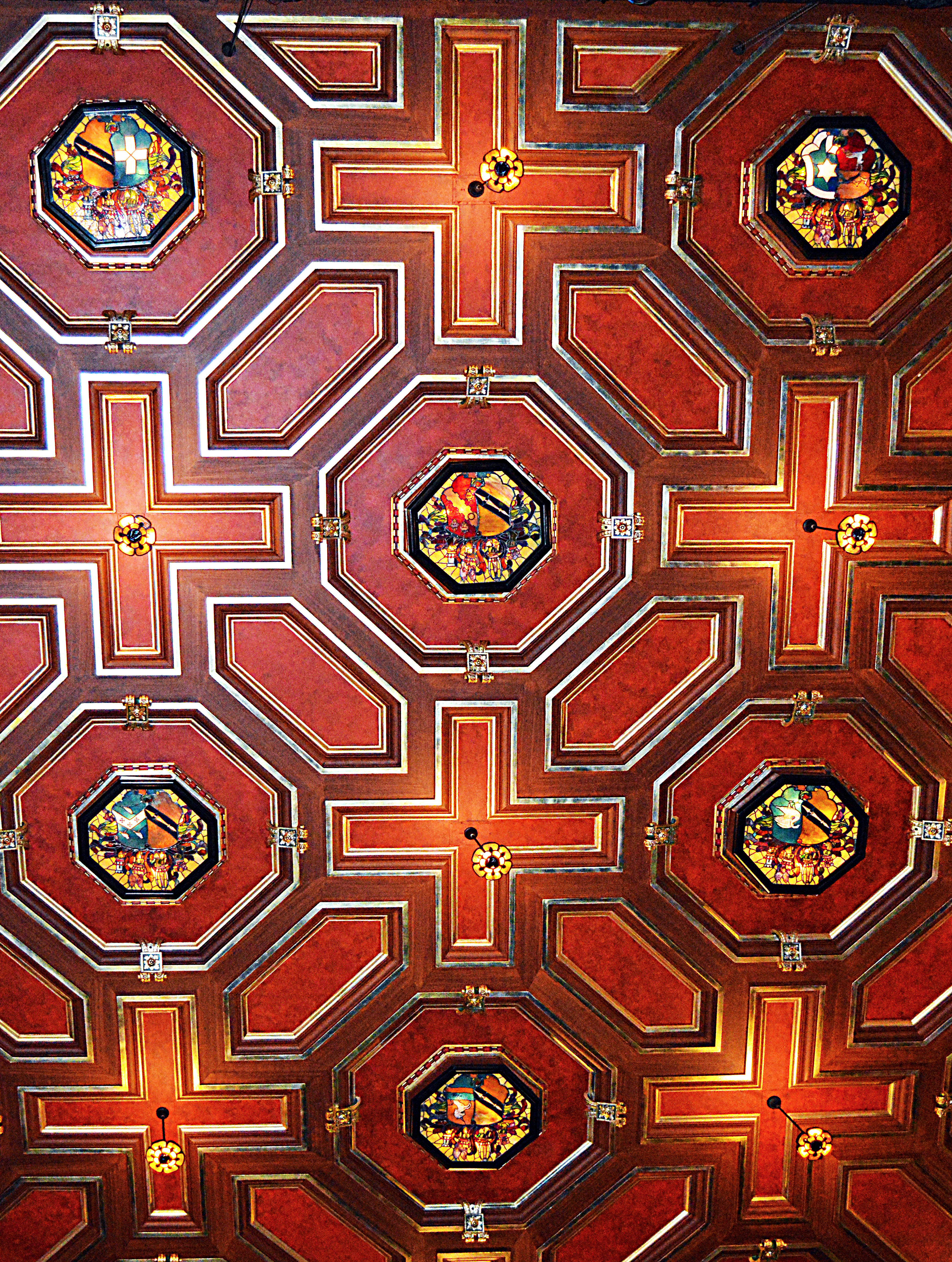
Plafonds.
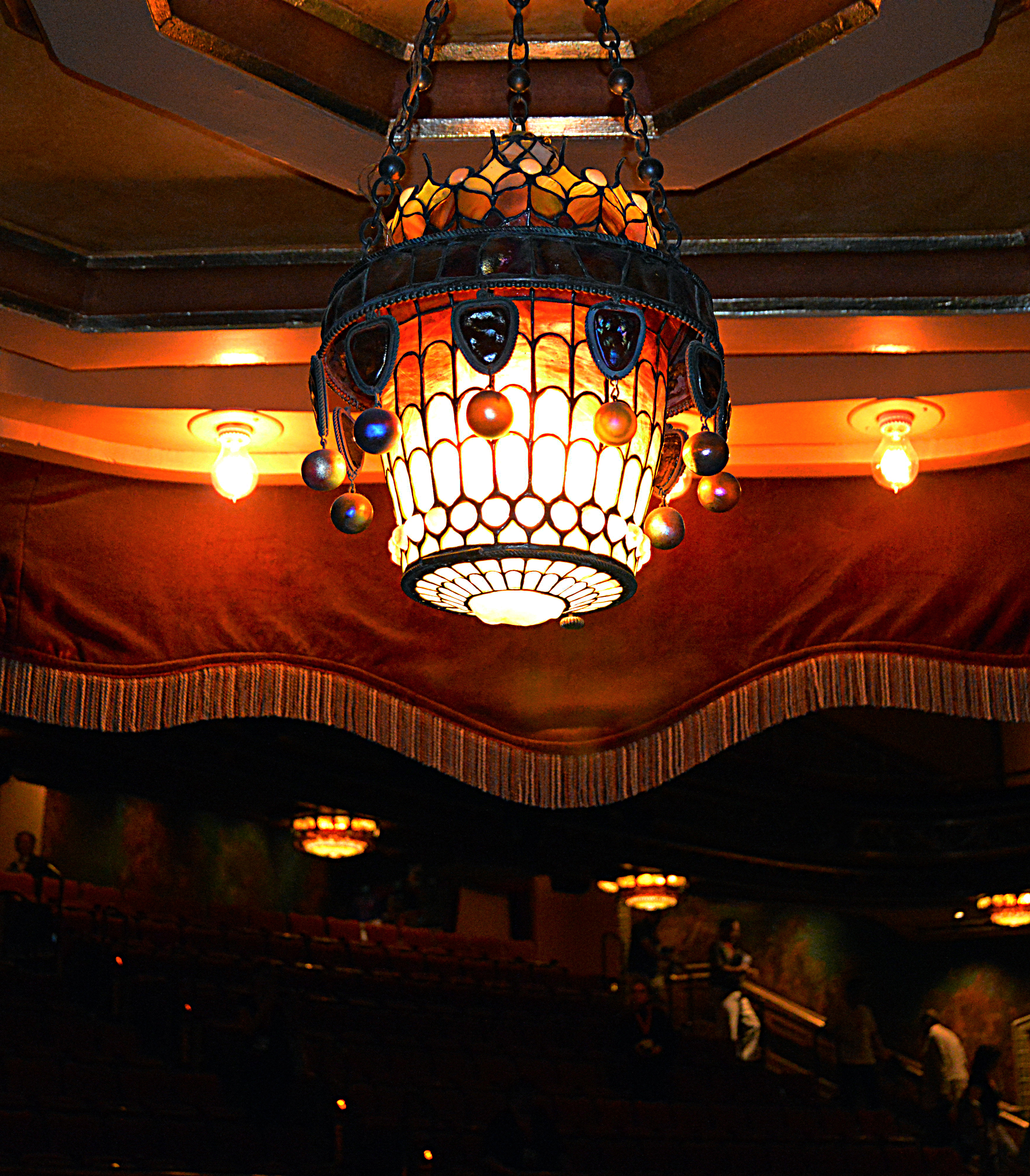
Lustre.

## Productions notables
Les productions sont classées par année de leur première représentation. Cette liste ne comprend que les spectacles de Broadway ; cela n'inclut pas les programmes diffusés à partir de là,.
- 1908 : The Devil[6]
- 1908 : The Warrens of Virginia[7]
- 1910 : Just a Wife[8]
- 1910 : The Concert[9],[10]
- 1916: Seven Chances[9],[11]
- 1917: Polly With a Past[12],[13]
- 1921 : Deburau[14]
- 1926 : Lulu Belle[15],[16]
- 1927: Hit the Deck[15],[17]
- 1932 : The Truth About Blayds[18],[19]
- 1932 : Criminal at Large[18],[20]
- 1935 : Awake and Sing![21],[22]
- 1935 : Waiting for Lefty[23],[24]
- 1935 : Dead End[21],[25]
- 1937 : Golden Boy[26],[27]
- 1938 : Rocket to the Moon[26],[28]
- 1940 : Johnny Belinda[29],[30]
- 1941 : The Man with Blond Hair[31],[32]
- 1941 : Clash by Night[31],[33]
- 1942 : Nathan the Wise[31],[34]
- 1942 : Magic et Hello Out There![31],[35]
- 1943 : Dark Eyes[31],[36]
- 1945 : Kiss Them for Me[37],[38]
- 1945 : Home of the Brave[37],[39]
- 1946 : Truckline Cafe[40],[41]
- 1946 : Lysistrata[40],[42]
- 1947 : Sundown Beach[43],[44]
- 1948 : Me and Molly[45],[46]
- 1948 : The Madwoman of Chaillot[45],[47]
- 1954 : The Flowering Peach[43],[48]
- 1955 : Will Success Spoil Rock Hunter?[45],[49]
- 1956 : Fanny[50]
- 1957 : The First Gentleman[51],[52]
- 1957 : Nude With Violin[51],[53]
- 1958 : Present Laughter[51],[54]
- 1959 : A Raisin in the Sun[51],[55]
- 1960 : All the Way Home[56]
- 1961 : Write Me a Murder[57],[58]
- 1964 : The Seagull[57],[59]
- 1964 : The Crucible[57],[60]
- 1965 : Inadmissible Evidence[61],[62]
- 1966 : The Subject Was Roses[63],[64]
- 1966 : The Killing of Sister George[65],[66]
- 1967 : Dr. Cook's Garden[64],[67]
- 1968 : Don't Drink the Water[68]
- 1969 : Does a Tiger Wear a Necktie?[66],[69]
- 1971 : Oh! Calcutta![70],[66]
- 1975 : The Rocky Horror Show[71]
- 1977 : American Buffalo[72],[73]
- 1979 : The Goodbye People[74]
- 1980 : Your Arms Too Short to Box with God[72],[75]
- 1981 : Ain't Misbehavin'[76],[77]
- 1983 : Marcel Marceau On Broadway[78],[79]
- 1984 : Accidental Death of an Anarchist
- 1986 : Romeo and Juliet[80]
- 1986 : As You Like It[81]
- 1986 : Macbeth[82]
- 1991 : The Speed of Darkness[83]
- 1991 : The Crucible[83]
- 1992 : The Master Builder[84]
- 1995 : Hamlet[85]
- 1997 : A Doll's House[86],[87]
- 1998 : Honour[88]
- 1999 : Ring Round the Moon[89]
- 2000 : James Joyce's The Dead[90]
- 2001 : Follies[91]
- 2002 : Frankie and Johnny in the Clair de Lune[92],[93]
- 2003 : Enchanted April[94],[95]
- 2004 : Dracula, the Musical[96],[97]
- 2005 : Julius Caesar[98],[99]
- 2006 : Awake and Sing![100],[101]
- 2007 : Journey's End[102],[103]
- 2008 : Passing Strange[104],[105]
- 2008 : American Buffalo[106],[107]
- 2009 : Joe Turner's Come and Gone[108],[109]
- 2010 : Women on the Verge of a Nervous Breakdown[110],[111]
- 2011 : Kathy Griffin Wants a Tony[112],[113]
- 2012 : End of the Rainbow[114],[115]
- 2012 : Golden Boy[116],[117]
- 2013 : Twelfth Night et Richard III[118],[119]
- 2014 : Hedwig and the Angry Inch[120],[121]
- 2016: Blackbird[122],[123]
- 2017 : The Glass Menagerie[124],[125]
- 2017 : Michael Moore: The Terms of My Surrender[126],[127]
- 2017 : Farinelli and the King[128],[129]
- 2018 : Gettin' the Band Back Together[130],[131]
- 2018 : Network[132],[133]
- 2020 : Girl from the North Country[134]
- 2022 : Ain't No Mo'[135],[136]
- 2023 : Good Night, Oscar[137],[138]
- 2023 : How to Dance in Ohio[139],[140]